# Карибиб
Карибиб (нем. Karibib) — населённый пункт в одноименном избирательном округе Карибиб в регионе Эронго на западе Намибии.
Карибиб находится между Натиональштрассе В2 и приморским городом Свакопмунд, а также намибийской столицей Виндхук.

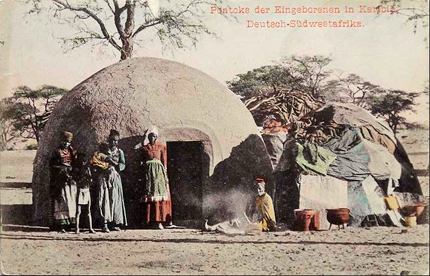
Карибиб, Понток - традиционные дома, в конце XIX века

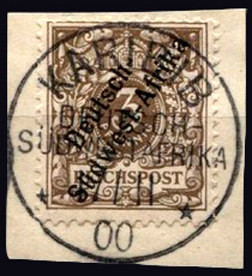
Марки для Hемецкой Юго-Западной Африки штемпелем Карибиб 1900

## Достопримечательности
В населённом пункте Карибиб находится несколько достопримечательностей (например, миссионерская церковь, построенная в 1849 году).
Также Карибиб широко известен мраморной шахтой.
Населённый пункт был очень популярен среди туристов, и поэтому сейчас там много отелей, таких, как «Erongoblick», «Stroblhof», «Albrechtshöhe». Также на центральной улице находится немецкий паб «Pub 1913».

Другие достопримечательности Карибиба:
- Императорский дворец, построенный в 1908 году;
- «Hälbich Branch» — промышленный район, образовавшийся ещё в колониальный период;
- «Шерстяной Дом» — дом для торговли шерстяной продукцией, построенный в 1900 году из мрамора, который был добыт в Карибибе.

## Политика
По результатам партийных выборов в 2010 году приведены следующие результаты:
| Партия                                  | Кол-во голосов | Кол-во голосов (%) |
| --------------------------------------- | -------------- | ------------------ |
| Организация народов Юго-Западной Африки | 593            | 59,90 %            |
| Объединённый Демократический Фронт      | 308            | 31,11 %            |
| Партия Демократии и Прогресса           | 087            | 08,79 %            |
| Конгресс Демократов                     | 0              | 00,00 %            |
| недействительно                         | 02             | 00,20 %            |
| В целом                                 | 990            | 100 %              |

## Учебные заведения
- Средняя школа «Da-Palm»
- Начальная школа «Ebenhaeser»
- Средняя школа Карибиба
- Частная школа Карибиба

## Фотографии

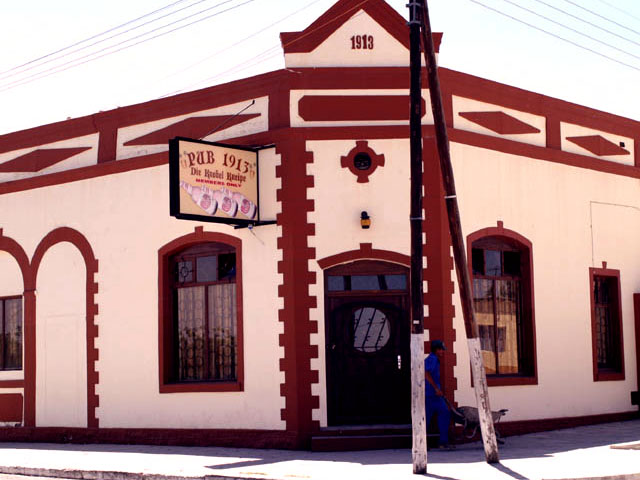
Немецкий паб «Pub 1913». Карибиб
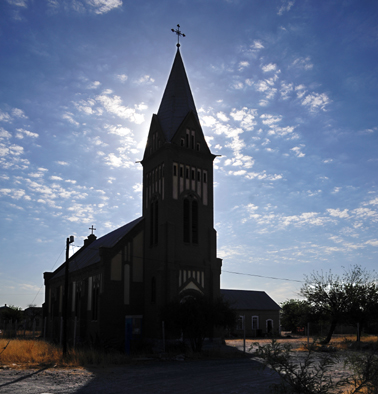
Церковь в Карибибe
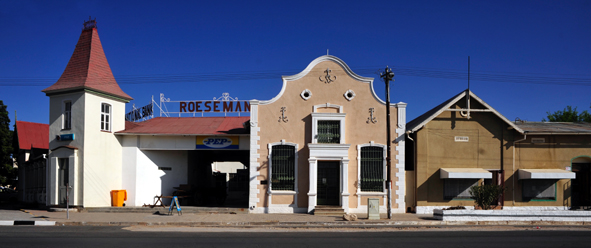
Дом Роеземанн в Карибибe